# Бесекеж-Навойови
Бесекеж-Навойови (пол. Besiekierz Nawojowy) — село в Польщі, у гміні Зґеж Зґерського повіту Лодзинського воєводства.
Населення — 188 осіб (2011).

## Демографія
Демографічна структура станом на 31 березня 2011 року:
|          | Загалом | Допрацездатний вік | Працездатний вік | Постпрацездатний вік |
| -------- | ------- | ------------------ | ---------------- | -------------------- |
| Чоловіки | 98      | 25                 | 65               | 8                    |
| Жінки    | 90      | 23                 | 50               | 17                   |
| Разом    | 188     | 48                 | 115              | 25                   |